# کافمن (تگزاس)
کافمن، تگزاس (به انگلیسی: Kaufman, Texas) شهری در ایالت تگزاس از ایالات جنوبی ایالات متحده آمریکا است. در سرشماری سال ۲۰۰۰، جمعیت این شهر ۶۴۹۰ نفر اعلام شد.